# Dit Was Het Nieuws
Dit Was Het Nieuws is een satirisch televisieprogramma waarin twee teams commentaar geven op het nieuws van de voorgaande week. Het programma heeft de vorm van een spelprogramma, waarin twee teams onder leiding van een spelleider tegen elkaar strijden. De puntentelling is niet belangrijk (we kijken even naar de stand), na de eerste ronde staat het altijd 4 tegen 4. Wel wordt er aan het einde een winnend team aangewezen. Elk team bestaat uit een vaste teamleider en een wekelijkse gast.
Het programma werd van 1996 tot eind 2009 uitgezonden door de TROS. Nadat commerciële zender RTL 4 op 5 juni 2010 een goed bekeken proefaflevering uitzond, die grotendeels in het teken stond van de Tweede Kamerverkiezingen verschenen er bij RTL 4 tussen mei 2011 en oktober 2015 ook reguliere afleveringen. Op 17 december 2017 keerde het programma terug bij publieke omroep AVROTROS.

## Geschiedenis

### Van TROS naar RTL en weer terug

#### Opstart
In 1995 kwamen Raoul Heertje, Thomas Acda, Eric van Sauers, Hans Sibbel en Dolf Jansen op het idee om een Nederlandse variant te maken op het satirische BBC-televisieprogramma Have I Got News for You. Datzelfde jaar nog werd er een pilootaflevering opgenomen. 
Op 17 mei 1996 zond de TROS de eerste Dit Was Het Nieuws uit op Nederland 2. De teamleiders waren Thomas Acda en Raoul Heertje, de spelleider Harm Edens. De eerste reacties op het programma waren wisselend. Men vreesde aanvankelijk voor een zoveelste mislukte poging tot satirische televisie in Nederland, maar dankzij de ledenraad van de TROS kreeg het programma de kans om uit te groeien tot een geslaagde variant op het Britse voorbeeld.

#### Van TROS naar RTL
Na een moeizame start groeide het aantal kijkers door de tijd heen gestaag tot zo’n 1,3 miljoen. Desondanks besloot de TROS in 2009 om te stoppen met het programma. Hoewel andere publieke omroepen interesse hadden getoond in het programma, was de netmanager van Nederland 1, Marcel Peek, van mening dat het programma moest stoppen. Hij vond dat de gasten niet altijd goed genoeg waren en dat er te weinig afleveringen per jaar werden gemaakt. Op 19 december werd, na dertien jaar en iets meer dan 150 afleveringen, de laatste aflevering uitgezonden bij de TROS.
RTL was geïnteresseerd in overname van het programma en zond op 5 juni 2010 één proefaflevering van Dit Was Het Nieuws uit die volledig gewijd was aan de Tweede Kamerverkiezingen van dat jaar. Naar aanleiding van deze uitzending besloot RTL nieuwe afleveringen te bestellen en van 2011 tot en met 2015 was Dit Was Het Nieuws te zien op RTL 4.

#### Terug naar AVROTROS
Met het argument dat het programma “niet vernieuwend genoeg” was, stopte RTL4 in 2015 met het programma. Twee jaar later keerde het programma terug op televisie bij omroep AVROTROS.
Op 8 september 2022 was het programma eenmalig te zien op NPO 3 vanwege de wijzigingen in de programmering met het overlijden van Elizabeth II.
Op donderdag 26 september 2024 werd de 300ste aflevering uitgezonden, met als gasten Joshua Nolet en Mark Baanders.

### Bezetting
De presentatie en spelleiding was vanaf de eerste aflevering steevast in handen van Harm Edens. De teamleiders kenden door de tijd heen echter een wisselende bezetting.  
De eerste zes seizoenen bij de TROS waren dit Raoul Heertje en Thomas Acda, waarna Thomas Acda ermee stopte vanwege zijn zangcarrière met Paul de Munnik (Acda en De Munnik). Het zevende seizoen bestond uit een aantal specials over het EK met teamleiders Heertje en Peter Heerschop.  
Voor het seizoen daarna werd Marc-Marie Huijbregts als vervanger van Acda aangetrokken. Hij oogstte zoveel lof voor zijn bijdragen dat hij een eigen programma kreeg bij de KRO. Zijn plek in Dit Was Het Nieuws werd in 2001 ingenomen door Jan Jaap van der Wal, die tot en met de laatste TROS-aflevering in 2009 vaste teamleider zou blijven. 
In 2010 maakte RTL 4 een proefuitzending met teamleiders Heertje en Van der Wal. De proefuitzending bleek succesvol, waardoor RTL 4 besloot tot het maken van nieuwe seizoenen. De commerciële omroep strikte Thomas Acda als teamleider naast Raoul Heertje, waardoor het programma in het voorjaar van 2011 met de oorspronkelijke bezetting Heertje, Acda en Edens van start kon. Deze bezetting hield meerdere jaren stand, tot Heertje – na 33 seizoenen en ruim 200 afleveringen – eind 2014 aankondigde te willen vertrekken bij het programma. Dit bracht ook Acda aan het twijfelen over zijn toekomst bij Dit Was Het Nieuws; zijn besluit om te stoppen volgde een maand later. Voor de resterende afleveringen bij RTL 4 werden Martijn Koning en Daniël Arends als teamcaptains aangesteld.
Bij de terugkeer van het programma bij AVROTROS op 17 december 2017 werden Peter Pannekoek en Jan Jaap van der Wal de vaste teamcaptains. Pannekoek werd in het seizoen in het najaar van 2021 tijdelijk vervangen door Patrick Laureij en Daniël Arends (die elkaar afwisselden), omdat Pannekoek het druk had met try-outs ter voorbereiding van zijn oudejaarsconference. In 2022 keerde Pannekoek terug. Ook het najaar van 2025 slaat Peter Pannekoek over omdat hij ook dat jaar de oudejaarsconference geeft en deze goed wil voorbereiden. Hij wordt dat jaar door verschillende duo's vervangen.
|           | Tafel links                           | Tafel rechts                          |
| --------- | ------------------------------------- | ------------------------------------- |
| 1996–2000 | Raoul Heertje & Thomas Acda           | Raoul Heertje & Thomas Acda           |
| 2000      | Raoul Heertje & Peter Heerschop       | Raoul Heertje & Peter Heerschop       |
| 2000      | Raoul Heertje & Marc-Marie Huijbregts | Raoul Heertje & Marc-Marie Huijbregts |
| 2001–2010 | Raoul Heertje & Jan Jaap van der Wal  | Raoul Heertje & Jan Jaap van der Wal  |
| 2011–2014 | Thomas Acda                           | Raoul Heertje                         |
| 2015      | Martijn Koning & Daniël Arends        | Martijn Koning & Daniël Arends        |
| 2017–2021 | Peter Pannekoek                       | Jan Jaap van der Wal                  |
| 2021      | Patrick Laureij / Daniël Arends       | Jan Jaap van der Wal                  |
| 2022–2025 | Peter Pannekoek                       | Jan Jaap van der Wal                  |
| 2025      | Verschillende duo’s                   | Jan Jaap van der Wal                  |

## Opbouw aflevering
- Edens begint met: "Goedenavond... (...) Dit was er nog meer in het nieuws...", waarna er foto’s of bewegende beelden worden getoond die van (soms) verzonnen, satirisch commentaar worden voorzien. Vervolgens worden de gasten voorgesteld en start de eerste ronde.
- Eerste ronde: er wordt aan elk team een filmfragment uit de actualiteit getoond zonder geluid, en de teams proberen te achterhalen waar deze over gaat. Edens: "Beelden uit het nieuws van de afgelopen week met de vraag: waar gaat het over?" Na de eerste ronde is de stand altijd "4 tegen 4".
- Tussenronde: de teams bedenken een tekst bij een willekeurige foto. Edens noemt een opmerkelijk nieuwsbericht en zegt daarna: "Maar goed, dat even tussendoor. Net als de tussenronde. Beide teams krijgen een foto te zien en daar moet een onderschrift bij. Aan het einde van het programma vertellen ze ons wat ze hebben bedacht." Dit item is niet in alle afleveringen te zien.
- Tweede ronde: de teams krijgen een krantenkop te zien en moeten brainstormen waar het over gaat en/of over wie. Edens zegt dan altijd: "Opvallende koppen uit de krant met de vraag: welk bericht stond hieronder?"
- Derde ronde: de teams krijgen vier foto's te zien en moeten achterhalen welke foto niet past bij de overige drie en waarom. Edens: "Vier foto's op een rij, een hoort er niet bĳ", waarna hij een actualiteit benoemt die in dat verband past.
- "Maar zoals (...), gelukkig hebben we de foto's nog. De foto van...", en dan komen de onderschriften van de teams bij de in de tussenronde getoonde foto. (Dit item is niet te zien als de tussenronde na de eerste ronde ook niet te zien is.)
- Edens leidt het laatste onderdeel in met de woorden "Hiermee zijn we aan het einde gekomen van Dit Was Het Nieuws, maar niet voordat we hebben gekeken naar...", waarna er foto's worden getoond met (soms) verzonnen commentaar.
- Edens sluit het programma af met de woorden: "Dit was Dit Was Het Nieuws, goedenavond."

### Afwijkingen
- Eenmalig ontbrak er een gast. Politicus Geert Wilders was in 2004 op het laatste moment verhinderd, waardoor een van beide teams bestond uit Raoul Heertje en een lege stoel. Wilders zou overigens later in het seizoen alsnog als gast aanschuiven.[16]
- Harm Edens, die vanaf het begin het gezicht van de show is, werd in de uitzending van 12 november 2005 eenmalig vervangen door Thomas Acda, vanwege een longontsteking.[17]

## Medewerkers

### Redactie
Het programma komt, evenals het Engelse voorbeeld, spontaan tot stand. Wel weten de teamcaptains van tevoren welke onderwerpen aan bod komen en ze krijgen de foto's al te zien waar ze een bijschrift bij moeten bedenken. Er is een redactie van schrijvers verantwoordelijk voor de door Harm Edens voorgelezen, verbindende teksten. De volgende personen zitten in deze redactie:
- Felix van den Berg (vanaf najaar 2024)
- Anouk Kragtwijk (vanaf najaar 2024)

- Jip van den Toorn (tot voorjaar 2024)
- Vincent Geers
- Teun van den Elzen (tot voorjaar 2024)
- Ruud Smulders (tot 2021)
- Vera van Zelm (tot 2021)
- Stefan Pop (tot 2019)
- Nico van der Knaap (fotoredacteur)
- Gerthein Boersma (bonusronde)
- Bo Fasseur (animaties)
- Sanne Verkaaik (animaties, tot voorjaar 2014)

De eindredactie is in handen van:
- Eric van Sauers
- Koos Terpstra

### Tekstschrijvers
Tekstschrijvers zijn onder anderen:
- Jip van den Toorn
- Cindy Pieterse
- Sanne Verkaaik
- Gerthein Boersma
- Nico van der Knaap
- Sander van Opzeeland
- Maarten Hopman
- Jeroen Visser
- Ray van Zuijlen

De productie van Dit Was Het Nieuws is sinds 1997 in handen van Angelique de Vries (Producent Angel's TV Producties).